# Вудсток (Англія)
Ву́дсток (англ. Woodstock) — невелике містечко в Англії (графство Оксфордшир). Знаходиться за 12 кілометрів на північ від Оксфорда. Невелика річка Глім поділяє місто на старий і новий Вудсток.
Назва Woodstock має англосаксонське походження: woodstock означає «просвіт, галявина у лісі».
Тут народилася британська ботанічна ілюстраторка Мері Енн Джексон.

## Пам'ятки
- Місто відоме, в основному, завдяки розташованому на його околиці палацу Бленгейм, де у 1874 році народився Вінстон Черчіль.
- Також цікавість представляє замок Вудсток, луна в якому чітко повторюється 17 разів.